# Juan Martín Carramolino
Juan Martín Carramolino (Velayos, 8 de marzo de 1805-Madrid, 28 de febrero de 1881) fue un político y jurista español.

## Biografía
Nació el 8 de marzo de 1805 en la localidad de Velayos.
Fue prócer del Reino por la actual provincia de Ávila durante la regencia de María Cristina en nombre de Isabel II. Llegó a ejercer el ministerio de la Gobernación del 18 de mayo al 21 de octubre de 1839. Poco inclinado hacia el liberalismo, como ministro destacó por sus acciones contra los progresistas, lo que finalmente le valió ser cesado del ministerio. Fue senador vitalicio y también senador por la provincia de Ávila durante el Sexenio Democrático. Ejerció de presidente del Senado y de presidente del Tribunal de Cuentas. También presidió interinamente una sala del Tribunal Supremo. Fue autor de distintas obras jurídicas e históricas, entre las que destacan: Método actual de la sustanciación civil y criminal en la jurisdicción real ordinaria, Elementos de Derecho canónico, Manual de la historia de la Iglesia, La Iglesia de España económicamente considerada, Historia de Ávila, su provincia y obispado y Guía del forastero en Ávila.
Falleció en Madrid el 28 de febrero de 1881.